# Sempronia gens
A Sempronia gens előkelő római nemzetség volt a köztársaságkorban. Az Atratinus család patricius volt, a többi ide tartozó família azonban plebeius. A nemzetség egyik tagja, Aulus Sempronius Atratinus nagyon korán, már Kr. e. 497-ben consuli rangot ért el. A császárkorból nagyon kevés Semproniusról van tudomásunk, és ezek semmiféle fontos szerepet nem játszottak a történelem alakulásában.
A gens tagjaira az alábbi cognomenek voltak jellemzőek: Asellio, Atratinus, Blaesus, Densus, Gracchus, Longus, Musca, Pitio, Rufus, Rutilus, Sophus, Tuditanus. Ezek közül a Gracchusok a legismertebbek, rajtuk kívül csak az Atratinusok és a Pitiók nevével találkozhatunk ókori pénzérméken.

## A Sempronius Aselliók
- Publius Sempronius Asellio, katonai tribunus Kr. e. 133-ban, történetíró

## A Sempronius Atratinusok
- Aulus Sempronius Atratinus, consul Kr. e. 497-ben és 491-ben
- Aulus Sempronius Atratinus, az előző fia, az elsőként megválasztot consuli hatalmú katonai tribunusok egyike Kr. e. 444-ben. Az augurok kedvezőtlen előjelei lemondott társaival együtt, helyettük consulokat választottak.
- Lucius Sempronius Atratinus, az előző öccse, a katonai tribunusok lemondása után választott consulok egyike Kr. e. 444-ben. Kr. e. 443-ban Lucius Papirius Mugillanusszal az első censorok egyike.
- Aulus Sempronius Atratinus, consuli jogkörű katonai tribunus Kr. e. 425-ben, 420-ban és 416-ban
- Caius Sempronius Atratinus, az előző unokatestvére, Aulus katonai tribunus fia, consul Kr. e. 423-ban
- Aulus Sempronius Atratinus, Titus Quinctinus Cincinnatus dictator magister equituma Kr. e. 380-ban
- Lucius Sempronius Atratinus, a Cicero által védett Marcus Caelius vádlója, akit a szónok nagyra becsült. Feltehetően azonos Kr. e. 34 consul suffectusával, akinek javára Marcus Antonius mondott le.

## Sempronius Blaesusok
- Caius Sempronius Blaesus, consul Kr. e. 253-ban és 244-ben
- Sempronius Blaesus, Cnaeus Servilius Geminus quaestora, Kr. e. 217-ben meghalt egy afrikai partraszállás során.
- Caius Sempronius Blaesus, néptribunus Kr. e. 211-ben, megvádolta Cnaeus Fulviust hadserege elvesztése miatt Apuliában.
- Cnaeus Sempronius Blaesus, Quintus Fulvius Flaccus dictator legatusa, aki Etruriában vezette Caius Calpurnius praetor hadait. Elképzelhető, hogy azonos az előzővel.
- Publius Sempronius Blaesus, néptribunus Kr. e. 191-ben. Ellenezte Publius Cornelius Scipio Nasica triumphusát, ám a consul fenyegetésére elállt a tiltakozástól.
- Caius Sempronius Blaesus, aedilis plebis Kr. e. 187-ben, 184-ben Szicília propraetora. 170-ben Sextus Julius Caesarral együtt nevezték ki követnek Abderába.

## A Sempronius Densusok
- Sempronius Densus praetorianus centurio Galba császár idején, aki az uralkodó nevelt fia, Piso Licinianus (mások szerint maga Galba) védelémében feláldozta magát.

## A Sempronius Gracchusok
- Tiberius Sempronius Gracchus, Kr. e. 238. consulja, Szardínia és Korzika meghódítója
- Tiberius Sempronius Gracchus, consul Kr. e. 215-ben és 212-ben
- Tiberius Sempronius Gracchus, feltehetően az előbbi fia. Kr. e. 203-ban, nagyon fiatalon választották augurrá. Pestisben halt meg Kr. e. 174-ben.
- Tiberius Sempronius Gracchus, Kr. e. 196-ban a gallok ellen harcoló szövetséges csapatok parancsnoka Marcus Claudius Marcellus consul alatt. A boikkal vívott harcban esett el.
- Publius Sempronius Gracchus, néptribunus Kr. e. 189-ben, megvádolta a III. Antiokhoszt legyőző Manlius Acilius Glabriót a zsákmány egy részének elsikkasztásával.
- Tiberius Sempronius Gracchus, Kr. e. 177. hispaniai győzelmeiről nevezetes consulja
- Tiberius Sempronius Gracchus, ismertebb nevén Tiberius Gracchus, az előbbi fia, néptribunus Kr. e. 133-ban
- Gaius Sempronius Gracchus, ismertebb nevén Gaius Gracchus, az előbbi öccse, néptribunus Kr. e. 123-ban és Kr. e. 122-ben
  - Az előbbieknek volt egy lánytestvérük is, Cornelia, aki az ifjabb Scipio Africanus felesége lett
- (Sempronius) Gracchus, szökött rabszolga, aki magát Tiberius, a tribunus gyermekének adta ki magát. Valódi neve Lucius Equitus volt
- Sempronius Gracchus, Julia Caesaris egyik szeretője, míg az Marcus Vipsanius Agrippa, majd Tiberius felesége volt. Cercinára, egy afrikai szigetre (ma Kerkenna, Tunézia) száműzték, majd Tiberius trónra lépésekor megölték.

## A Sempronius Longusok
- Tiberius Sempronius Longus, Kr. e. 216. consulja
- Tiberius Sempronius Longus, az előző fia, Kr. e. 194 consulja
- Caius Sempronius Longus, talán az előbbi fia, decemvir sacris faciundis Kr. e. 174-től
- Publius Sempronius Longus, praetor Kr. e. 184-ben. Tartománya Hispania Ulterior volt.

## A Sempronius Muscák
- Tullius Sempronius Musca, Kr. e. 168-ban a pisanusok és lunensisek kibékítésére létrehozott öttagú bizottság tagja
- Aulus és Marcus Sempronius Musca, fivérek. Cicero utal rájuk egyik művében, amikor is korteskedésük során egy bizonyos Vargula így kiált: Puer, abige Muscas! – azaz Fiam, vadássz legyekre! (A musca szó ugyanis legyet jelent latinul).
- Sempronius Musca, rajtakapta feleségét Caius Gelliusszal házasságtörés közben, és a férfit halálra korbácsolta.
- Musca, Cicero említi Kr. e. 45-ben, valószínűleg Titus Pomponius Atticus libertinusa

## A Sempronius Pitiók
- A család neve kizárólag pénzérmékről ismert

## A Sempronius Rufusok
- Caius Sempronius Rufus, Cicero barátja. Kr. e. 51-ben Marcus Tuccius megvádolta. Nem sokkal Caesar halála előtt Quintus Cornificius megsebesítette, mire – már a dictator halála után – szankciókat javasolt a senatusban.
- Az ifjabb Plinius egyik barátja, egyik levelének címzettje
- Hispaniai eunuch, több bűn elkövetője, Caracalla udvarában nagy befolyással bírt.

## A Sempronius Rutilusok
- Caius Sempronius Rutilus, néptribunus Kr. e. 189-ben, a már említett Publius Sempronius Gracchusszal közösen vádolta Glabriót.
- Sempronius Rutilus, legatus Caesar seregében Galliában

## A Sempronius Sophusok
- Publius Sempronius Sophus, consul Kr. e. 304-ben. Cognomenjét (Sophus = Bölcs) állítólag senki sem viselte halála után, azonban ismeretes előttünk bizonyos másik Publius Sempronius Sophus, Publius fia, Kr. e. 268. Nem valószínű, hogy ő maga volt másodszor is consul ennyi idő után, azonban a névben megjelölt apa lehetett ő. Kr. e. 252-ben hasonló nevű illető volt censor.

## A Sempronius Tuditanusok
- Marcus Sempronius Tuditanus, consul Kr. e. 240-ben és censor Kr. e. 230-ban
- Publius Sempronius Tuditanus, consul Kr. e. 204-ben
- Marcus Sempronius Tuditanus, Publius Cornelius Scipio Africanus egyik tisztje Carthago Nova bevételekor
- Caius Sempronius Tuditanus, Kr. e. 198-ban aedilis plebis, 197-ben praetor Hispania Citeriorban. Súlyos vereséget szenvedett a helyiektől, sérülésébe maga is belehalt. Halálakor pontifex volt.
- Marcus Sempronius Tuditanus, Kr. e. 184. consulja
- Caius Sempronius Tuditanus, a Dél-Hellaszt provinciává szervező tízfős bizottság tagja Kr. e. 146-ban Lucius Memmius alatt. Ő volt Hortensius, a szónok dédapja.
- Caius Sempronius Tuditanus, az előbbi fia, Hortensius nagyapja, consul Kr. e. 129-ben
- Sempronius Tuditanus, Marcus Antonius feleségének, Fulvia Antoniának anyai nagyapja. Cicero szerint őrült volt, és pénzét szétszórta a nép között a Rostrán.